# Marek Żuk
Marek Żuk pseud. Żukinho (ur. 11 listopada 1975 w Szczecinku) – polski piłkarz, także beach soccerowy; reprezentant Polski w piłce plażowej, trzykrotny Mistrz Polski w piłce plażowej (2004, 2005, 2006), wybrany najlepszym zawodnikiem finałów Europejskiej Ligi Beach Soccera 2006, uczestnik XII Mistrzostw Świata w Piłce Nożnej Plażowej w Brazylii w 2006, na których zdobył historyczną pierwszą bramkę dla Biało-czerwonych na mistrzostwach świata w piłce nożnej plażowej.
W swojej karierze piłkarskiej grał w Stali-Telgom Szczecin i Odrze Szczecin. Od 2000 (z przerwą w 2011r.) występował w zespołach niemieckich: FC Tollense Neubrandenburg, TSG Neustrelitz i VfL Bergen 94.